# Махнитост
Махнитост (енгл. Frenzy) је британски трилер филм из 1972. године, режисера Алфреда Хичкока, коме је ово претпоследњи филм у каријери. Сценарио Ентонија Шафера заснован је на роману Артура ла Берна из 1966. Збогом Пикадили, збогом Лестер скверу. Улоге тумаче Џон Финч, Алек Макауен, Бери Фостер, Били Вајтло, Ана Меси, Барбара Ли-Хант, Бернард Крибинс и Вивијен Мерчант. Оригиналну музику компоновао је Рон Гудвин.
Радња се усредсређује на бившег пилота Краљевског ратног ваздухопловства који бива окривљен за серијског убицу. У веома раној сцени постоји дијалог који помиње два стварна случаја серијских убистава у Лондону: убиства Џона Кристија из 1940-их и 1950-их и убиства Џека Трбосека из 1888. године. Бери Фостер је изјавио да га је, како би се припремио за своју улогу, Хичкок замолио да проучи две књиге о Невилу Хиту, енглеском серијском убици који се често представљао као официр ратног ваздухопловства.
Ово је био трећи и последњи филм који је Хичкок снимио у Британији након што се преселио у Холивуд 1939. године. Друга два су била У знаку јарца 1949. и Трема 1950. (Било је неколико ентеријерних и екстеријерних сцена снимљених у Лондону за филм Човек који је превише знао из 1956.) Последњи филм који је снимио у Британији пре него што се преселио у Сједињене Државе био је Крчма Јамајка (1939). Ово је био једини Хичкоков филм који је добио рејтинг  током свог првобитног објављивања. Филм је приказан на Филмском фестивалу у Кану 1972. године, али није ушао у главну конкуренцију.

## Радња
Бивши пилот Краљевског ратног ваздухопловства Ричард Блејни отпуштен је са посла бармена у пабу близу Ковент Гардена. Он жали због отказа са својим пријатељом Бобом Раском, који води продавницу у Ковент Гардену. Раск га теши и даје му дојаву о предстојећој коњској трци, али Блејни нема новца за опкладу. Посећује своју бившу жену Бренду, која води успешну агенцију за проналажење партнера, и гласно се жали на своју ситуацију. Кратко се посвађају, али она га позива на вечеру. Без новца, Блејни проводи ноћ у склоништу Војске спаса, где открива да му је Бренда убацила новац у џеп капута.
Следећег дана, Раск, кога је агенција одбила због његових језивих сексуалних склоности, стиже у Брендину канцеларију. Пронашавши је саму, силује је, а затим је задави својом краватом, откривајући да је он серијски убица кога су новине назвале „Убица краватама”. Након што Раск оде, долази Блејни, надајући се да ће поново разговарати са Брендом, али затиче њену канцеларију закључану. Брендина секретарица, враћајући се са ручка, види Блејнија како одлази. Када се убиство открије, Блејни постаје главни осумњичени.
Блејни се састаје са Барбаром „Бабс” Милиган, његовом бившом колегиницом из паба, и убеђује је да је невин. Њих двоје одседају у хотелу, где проводе ноћ, а затим за длаку избегавају полицију. Они се обраћају једном од Блејнијевих пријатеља из ратног ваздухопловства за помоћ, али његова супруга одбија да прихвати бегунца. Блејни наговара Бабс да донесе своје ствари из паба, како би могли да побегну заједно. Док је тамо, Бабс наилази на Раска, који јој нуди да преноћи у његовом стану. Након што је Бабс одвео тамо, он је силује и убија. Он сакрива њено тело у врећу и касно те ноћи оставља га у задњем делу камиона за превоз кромпира. Вративши се у своју собу, Раск открива да му недостаје његова препознатљива игла за кравату са драгуљима (са иницијалом Р) и схвата да ју је Бабс сигурно откинула док ју је давио. Знајући да ће га игла за кравату инкриминисати, Раск иде да је узме, али камион креће на пут док је он још унутра. Упркос неравној вожњи, он узима иглу која је још увек била стиснута у Бабсиној руци. Унеређен и прекривен кромпировом прашином, одлази у кафић поред пута, а затим се враћа у свој стан у Ковент Гардену. Када је Бабсино тело откривено, Блејни постаје осумњичен и за њено убиство.
Блејни, несвестан да је Раск прави убица, обраћа му се за помоћ. Раск нуди да сакрије Блејнија у свом стану, а затим га пријављује полицији. Суочен са овом издајом, Блејни схвата да је Раск сигурно убица. На суђењу, порота проглашава Блејнија кривим. Током суђења и док га воде у затвор, Блејни гласно протестује да је невин и да је Раск прави убица. Главни инспектор Оксфорд поново разматра доказе и притајено истражује Раска. Он разговара о случају са својом супругом док покушава да избегне да једе неукусну храну коју је она научила да припрема на курсу „егзотичног кувања”.
Блејни, који је сада у затвору, заклиње се да ће побећи и осветити се Раску. Он се намерно повређује и бива одвезен у болницу. Његови колеге затвореници му помажу да побегне из закључаног одељења, те он одлази у Расков стан. Раск није тамо, али Блејни проналази мртву жену на кревету са Расковом краватом око врата. Инспектор Оксфорд, који је очекивао да ће Блејни кренути на Раска, стиже и проналази Блејнија са мртвом женом. Баш када Блејни почне да протестује због своје невиности, њих двојица чују буку која допире са степеништа. Инспектор се журно сакрије иза врата. Раск улази, довлачећи велики ковчег у стан, и шокиран је када види Блејнија. Оксфорд се открива и примећује да Раск не носи своју кравату. Схвативши да и Блејни и Оксфорд могу да га надјачају ако покуша било шта да уради, Раск испушта ковчег и предаје се.

## Улоге
| Глумац          | Улога                           |
| --------------- | ------------------------------- |
| Џон Финч        | Ричард Ијан „Дик” Блејни        |
| Алек Макауен    | главни инспектор Тимоти Оксфорд |
| Бери Фостер     | Роберт „Боб” Раск               |
| Били Вајтло     | Хети Портер                     |
| Ана Меси        | Барбара Џејн „Бабс” Милиган     |
| Барбара Ли-Хант | Бренда Маргарет Блејни          |
| Бернард Крибинс | Феликс Форсајт                  |
| Вивијен Мерчант | госпођа Оксфорд                 |
| Мајкл Бејтс     | наредник Спирман                |
| Џин Марш        | Моника Барлинг                  |
| Клајв Свифт     | Џони Портер                     |
| Меџ Рајан       | госпођа Дејвисон                |
| Елси Рандолф    | Гледис                          |
| Џон Боксер      | сер Џорџ                        |

Напомене
- Алфред Хичкок се појављује у камео улози на трећем минуту филма у центру гомиле, са шеширом. Трејлери приказују лутку налик Хичкоку која плута реком Темзом и самог Хичкока који уводи публику у Ковент Гарден преко четвртог зида.
- Мајкл Кејн је био Хичкоков први избор за улогу Раска, главног антагонисте, али је Кејн сматрао да је лик одвратан и рекао је: „Не желим да ме повезују са том улогом”. Фостер је добио улогу након што га је Хичкок видео у филму Уврнути нерв.
- Ванеса Редгрејв је наводно одбила улогу Бренде, а Дејвид Хемингс из филма Тамно црвено (који је играо са Ванесом Редгрејв у филму Увећање) разматран је за улогу Блејнија.
- Хелен Мирен, која је касније у животу играла Хичкокову супругу Алму Ревил у филму Хичкок, састала се са редитељем како би разговарала о улози Бабс Милиган. На крају је одбила улогу, а годинама касније је рекла да жали што је то учинила.

## Продукција
Након пар неуспешних филмова који су се бавили политичким интригама и шпијунажом, Хичкок се овим остварењем вратио жанру убиства. Наратив користи познату Хичкокову тему о невином човеку преплављеном посредним доказима и за кога је погрешно претпостављено да је крив. Неки критичари сматрају Махнитост последњим великим Хичкоковим филмом и повратком у форму након његова два претходна дела: Топаз и Поцепана завеса.
Хичкок је најавио пројекат у марту 1968. године. Пришао је Владимиру Набокову да напише сценарио, али га је аутор одбио јер је био заузет књигом. Затим је ангажовао Ентонија Шафера. Хичкок је најавио да ће филм бити урађен комично. Главне улоге у филму су глумили релативно непознати глумци. „Више волим свежа лица”, изјавио је режисер.

### Снимање
Снимање је почело у јулу 1971. године.
Хичкок је поставио и снимио Махнитост у Лондону након много година снимања филмова у Сједињеним Државама. Филм почиње широким снимком од Темзе до Тауербриџа; и док су унутрашње сцене снимане у студију, велики део снимања на локацијама је рађен у и око Ковент Гардена и био је омаж Лондону Хичкоковог детињства. Пошто је био син трговца из Ковент Гардена, Хичкок је снимио неколико кључних сцена које приказују подручје као радно тржиште. Свестан да су дани ове области као пијаце одбројани, Хичкок је желео да забележи подручје каквим га памти. Према документарцу о прављењу филма на DVD-у, један старији човек који се сећао Хичкоковог оца као продавца на пијаци поврћа дошао је да посети сет током снимања и редитељ га је почастио ручком.
Улица Ennismore Gardens Mews број 31, коришћен је као дом Бренде Маргарет Блејни током снимања филма.
Током снимања, Хичкокова супруга и дугогодишња сарадница Алма доживела је мождани удар. Као резултат тога, неке секвенце су снимљене без Хичкока на сету како би он могао да брине о својој жени.
Ово је био први Хичкоков филм који је укључивао голотињу (са изузетком сцене туширања у Психо). У филму постоји низ класичних Хичкокових сценографија, посебно дуги снимак степеница када је Бабс убијена. Камера се помера низ степенице, ван улаза (са прилично паметном монтажом одмах након што камера изађе из врата која означава где се сцена помера из студија на снимак локације) и преко улице, са уобичајеном активношћу на пијаци где људи нису свесни да се у згради дешава убиство. Друга секвенца смештена у задњем делу камиона за доставу кромпира повећава неизвесност, док убица Раск покушава да извади своју иглу за кравату са Бабсиног леша. Раск се бори са њеном стегнутом руком и мора да сломи њене прсте како би вратио своју иглу за кравату и покушао да непримећен побегне из камиона.
Део Лондона приказан у филму и даље постоји мање-више нетакнут, али пијаца више не послује са тог места, пошто је пресељена 1974. године. Зграде које се виде у филму сада су заузеле банке и правне канцеларије, ресторани и ноћни клубови, као што је Хенријета стрит, где је Раск живео (а Бабс убијена). Оксфорд стрит, који је имао задњу уличицу која је водила до брачне агенције Бренде Блејни, најпрометнија је трговачка зона у Британији. Nell of Old Drury, паб у којем су доктор и адвокат водили дискусију о сексуалним убицама, и даље је успешан. Улице у којима су трговци и радници некада носили своје производе, као што се види у филму, сада су окупирани туристима и уличним извођачима.
У писму уреднику новина The Times од 29. маја 1972. године, писац ла Берн је рекао да је Хичкокову продукцију и Шаферову адаптацију његове књиге сматрао „ужасном”, закључивши: „Коначно, желим да се одвојим од гротескног погрешног представљања службеника Скотланд Јарда од стране господина Шафера”.

### Музика
Хенри Манчини је првобитно био ангажован као композитор филма. „Да је исти филм снимљен пре десет година, у њему би било дупло више музике”, рекао је он.
Његова уводна тема била је написана у бахијанском andante темпу за оргуље, са почетком у де-молу, за оргуље и оркестар гудачких и лимених инструмената, и имала је за циљ да изрази формалност сивих лондонских знаменитости, али Хичкок је мислио да звучи превише као музика Бернарда Хермана. Према Манчинију, „Хичкок је дошао на сесију снимања, неко време је слушао и рекао: 'Види, ако желим Хермана, тражио бих Хермана.'” Након загонетне мелодраме иза сцене, композитор је отпуштен. Никада није разумео то искуство, инсистирајући да његова партитура не звучи нимало као Херманново дело. Манчини је морао сам да плати све трошкове превоза и смештаја. У својој аутобиографији, Манчини извештава да су дискусије између њега и Хичкока изгледале јасне, и да је мислио да разуме шта жели; али је замењен и одлетео је кући у Холивуд. Иронија је била у томе што је Манчини био сматран за превише мрачног и симфоничног након што су га раније критиковали да је превише светао. Манчинијево искуство са овим филмом годинама је била болна тема за композитора.
Хичкок је затим ангажовао композитора Рона Гудвина да напише партитуру након што је био импресиониран неким од његових ранијих радова. Натерао је Гудвина да репродуцира почетне наслове у стилу лондонског путописа − редитељ је чуо његову музику за скеч Питера Селерса Balham, Gateway to the South. Гудвинова музика је имала светлији тон у почетним сценама и сценама које су приказивале лондонски пејзаж, док је у неким другим сценама било тамнијих призвука.

## Пријем
Филм је добио позитивне критике од стране критичара. Винсент Кенби из новина The New York Times назвао га је „страствено забавним филмом” са „чудесно смешним сценаријем” и „сјајном” глумачком екипом. Ставио га је на своју листу десет најбољих филмова 1972. године на крају године. Variety је такође објавио позитивну рецензију, наводећи: „Домишљато свеже идеје за приповедање, са истом несташном, смелом и често нечувеном мешавином хумора и неизвесности која га је прво натерала, а касније и одржала, чине ово остварење једним од највећих Хичкокових достигнућа.” Роџер Иберт дао је филму највишу оцену четири од четири звездице, назвавши га „повратком старе форме мајстора неизвесности, чије су новије форме задовољиле филмске критичаре, али не и његову публику. Ово је врста трилера који је Хичкок правио 1940-их, испуњен са језивим детаљима, неприкладним хумором и очајем човека осуђеног за злочин који није починио.” Пенелопе Џилијат из The New Yorker-а написала је о Хичкоку да се „скоро вратио у дане својих великих енглеских филмова”, додајући „Има среће што је успео да привуче Ентонија Шафера да напише лукави сценарио, да не говоримо о екипи првокласних, добро уједначених глумаца који су прилично непознати ван Енглеске, тако да публика нема предрасуда о томе ко су звезде и самим тим неубиствена.” Кевин Томас из Los Angeles Times-а је филм назвао „најбољим филмом Алфреда Хичкока у последњих неколико година, са свим обележјима рада мајстора у свом занату и на најбољи могући начин”. Часопис Time је објавио веома позитивну рецензију филма: „У случају да је било сумње, у мрачним данима Марни и Топаза, Хичкок је још увек у доброј форми. Махнитост је блистав доказ тога. Није на нивоу његовог највећег дела, али је углађен, оштроуман и спретан, подсећа на то да је свако ко сними филм са суспензом и даље шегрт овог старог мајстора.” У својој рецензији из 2012. The Guardian је назвао Махнитост „сложеним и задивљујућим трилером”, хвалећи филм као „богату таписерију неизвесности и ремек-дело.”
Неке критике су биле помешане. Гери Арнолд из The Washington Post-а је написао да филм „има обећавајућу уводну секвенцу и добар крај, али материјал између је дефинитивно пешачки. Рецензенти који су хвалили Махнитост као нови класик и тријумфални повратак мајстора неизвесности су, љубазно речено, преувеличавају прилику... Да је овај филм направио неко други, била би описана, оправдано, као покушај благог скретања да се имитира Хичкок.” The Monthly Film Bulletin није био сигуран шта да мисли о филму, примећујући „старомодан изглед” који је сугерисао да је Хичкоков повратак у Енглеску „сигнализирао је назадовање ка скоро предратном стилу снимања филмова”. Закључио је: „Уз сву његову очигледну неспретност сценарија и карактеризације (Џон Финч посебно може да направи мало од Шаферовог анемично написаног хероја) у филму има довољно да сугерише да ће, након рутинских критичких отпуштања, исплатити озбиљну процену.”
Филм се нашао на 14. месту на листи часописа Variety о најпопуларнијим филмовима за изнајмљивање из 1972. године, са цифром од 6,3 милиона долара у Сједињеним Државама и Канади.
Филм је био тема књиге Рејмонда Форија, Махнитост Алфреда Хичкока: Последње ремек-дело из 2012. године. Филм има рејтинг одобравања од 90% на сајту Rotten Tomatoes, на основу 42 рецензије. Критички консензус сајта гласи: „Обележавајући повратак Алфреда Хичкока у Енглеску и први упад у висцерално експлицитни покољ, Махнитост проналази мајстора хорора који поново преузима контролу над пулсом публике – и леди им крв”. На сајту Metacritic, филм има просечну пондерисану оцену 92/100 на основу 15 критичара, што указује на „универзално признање”.

### Награде
| Награда       | Категорија                | Номиновани    | Резултат   |
| ------------- | ------------------------- | ------------- | ---------- |
| Златни глобус | Најбољи филм – драма      | Алфред Хичкок | Номинација |
| Златни глобус | Најбољи режисер           | Алфред Хичкок | Номинација |
| Златни глобус | Најбољи сценарио          | Ентони Шафер  | Номинација |
| Златни глобус | Најбоља оригинална музика | Рон Гудвин    | Номинација |